# Річард Норріс (хокеїст на траві)
Річард Норріс (англ. Richard Norris, 10 грудня 1931 — 25 серпня 2012) — британський хокеїст на траві.
Бронзовий призер Олімпійських Ігор 1952 року.